# Callao (região)

Callao é uma das 25 regiões do Peru, sua capital é a cidade de El Callao.

## Província (capital)
- Callao (El Callao)